# Población León XIII
La Población León XIII es un conjunto arquitectónico habitacional de 164 casas, ubicado en la avenida Bellavista, comuna de Providencia, ciudad de Santiago, Chile. Impulsada por la encíclica Rerum novarum del papa León XIII fue construida en etapas desde 1891 a 1910. El conjunto habitacional fue declarado Monumento Nacional en la categoría Zona Típica, mediante el Decreto Exento n.º 477, del 25 de mayo de 1997.

## Historia
Fue construida a fines del siglo XIX, siendo uno de los primeros conjuntos habitacionales sociales del país. La motivación de la construcción de la población fue hecha por la encíclica Rerum novarum, promulgada por el papa León XIII el 15 de mayo de 1891, en donde hizo un llamado a resolver las condiciones de vida de los obreros.
La primera fase de la construcción fue hecha entre 1891 y 1895 gracias al aporte de Melchor Concha y Toro. Posteriormente el conjunto se amplió gracias a las donaciones de Manuel José Yrarrázaval, siguiendo las obras de construcción entre los años 1895 y 1909, terminando finalmente en 1910.
En el año 1916 se construyó la Iglesia de la Epifanía del Señor, en las celebraciones de los 25 años de la Institución León XIII, en donde se colocó un busto en honor a Melchor Concha y Toro.

## Descripción
La Zona Típica comprende todos los inmuebles ubicados en las calles Melchor Concha, Arzobispo Casanova y Capellán Abarzúa, y los de las calles Punta Arenas y Salvador Donoso entre avenida Bellavista y Nueva Dardignac, además de un sector de la calle Isabel Riquelme. Las viviendas presentan fachada continua, con jardines interiores y arborizaciones en las calles.

## Galería

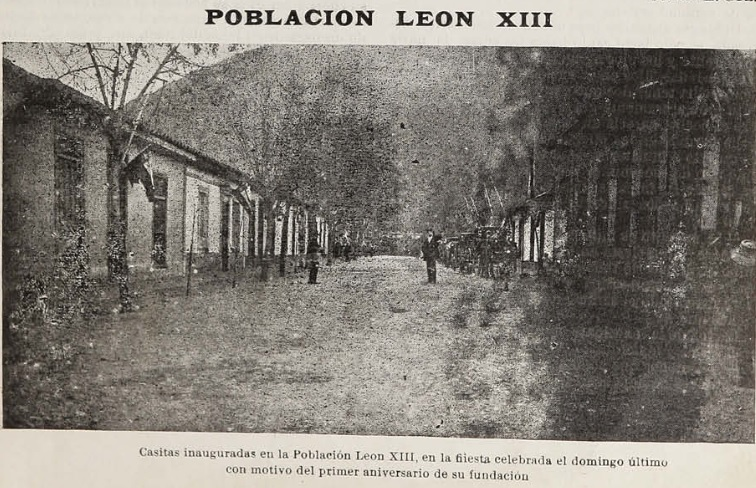
Población en 1912.
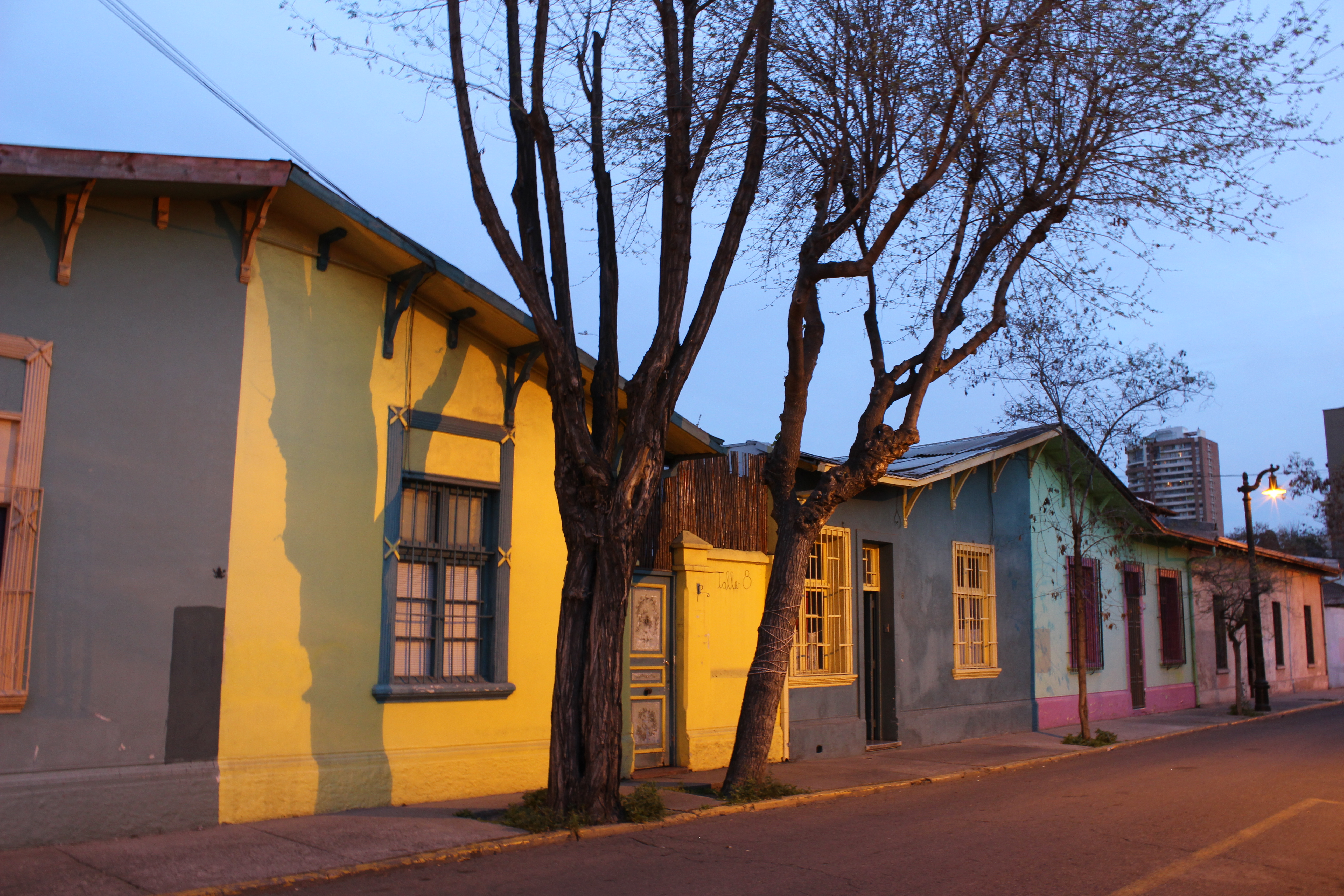
Vista de las casas de la calle Salvador Donoso.
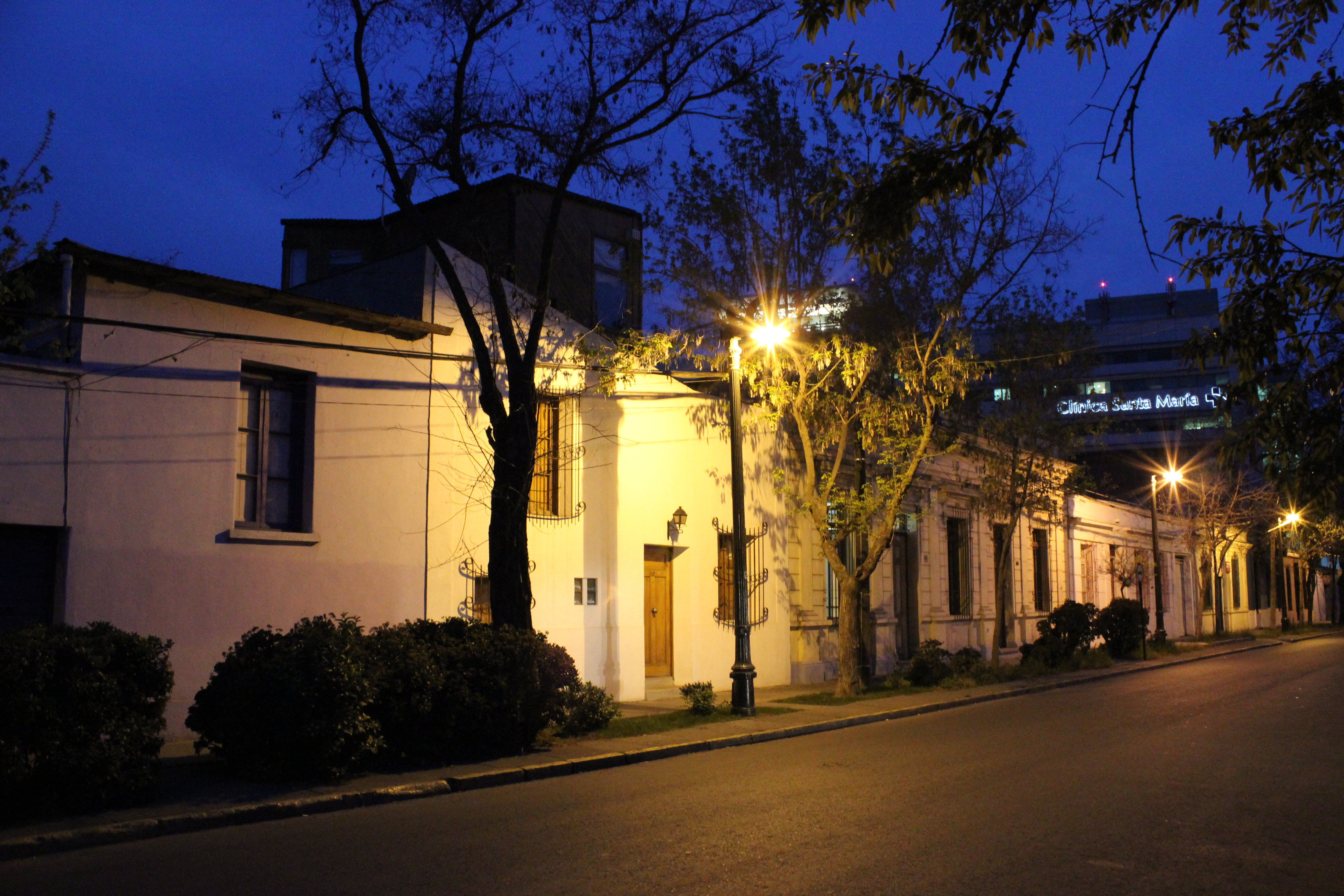
Vista de las viviendas de la calle Capellán Abarzúa.
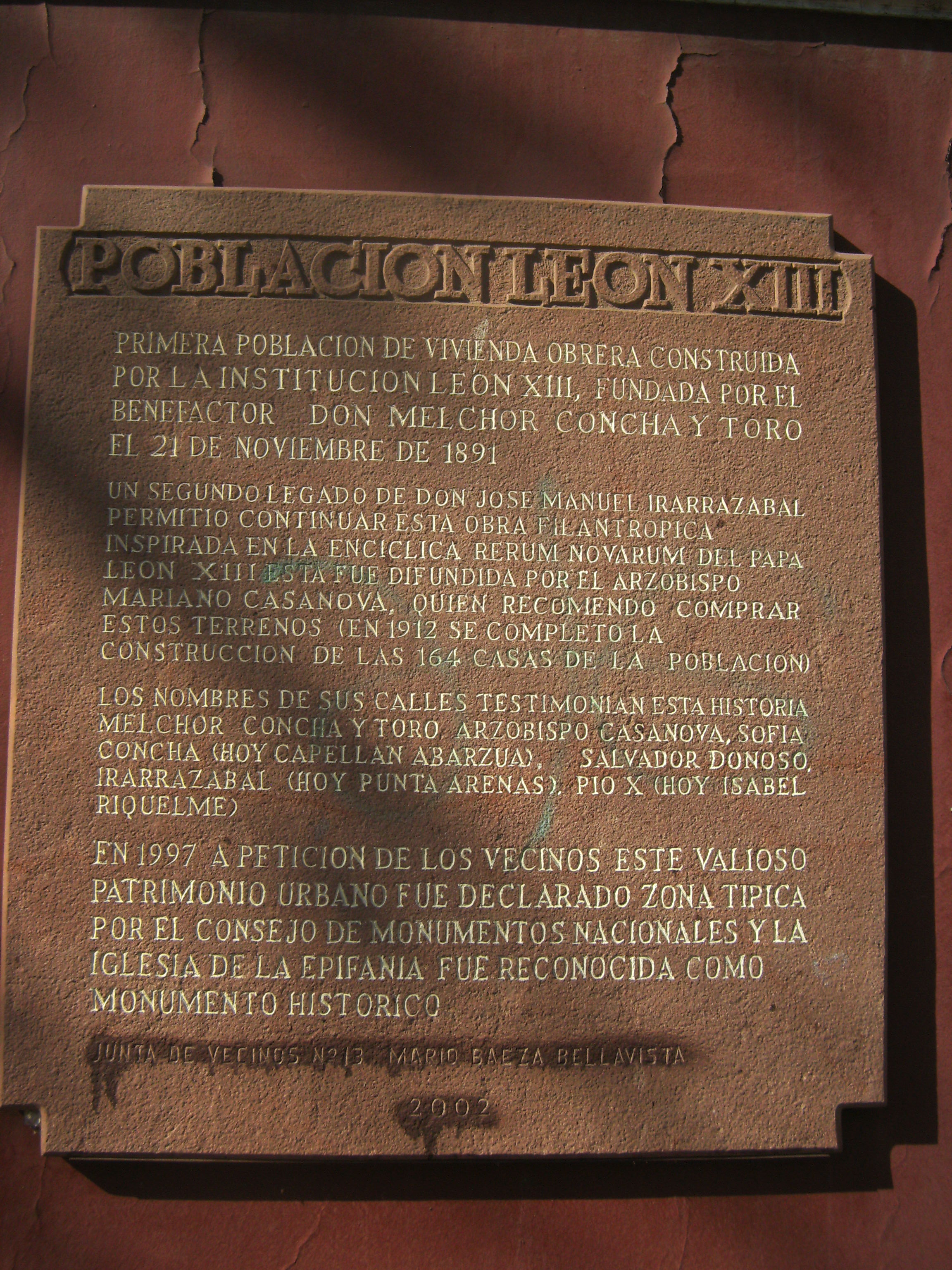
Placa conmemorativa.